# Rudka (ort i Tjeckien)
Rudka är en ort i Tjeckien.   Den ligger i regionen Södra Mähren, i den sydöstra delen av landet, 170 km sydost om huvudstaden Prag. Rudka ligger 445 meter över havet och antalet invånare är 335.
Terrängen runt Rudka är platt åt sydväst, men åt nordost är den kuperad. Terrängen runt Rudka sluttar österut. Runt Rudka är det tätbefolkat, med 411 invånare per kvadratkilometer. Närmaste större samhälle är Ivančice, 16,0 km söder om Rudka. I omgivningarna runt Rudka växer i huvudsak blandskog.